# Croton stipularis
Croton stipularis är en törelväxtart som först beskrevs av Johannes Müller Argoviensis, och fick sitt nu gällande namn av Grady Linder Webster. Croton stipularis ingår i släktet Croton och familjen törelväxter. Inga underarter finns listade i Catalogue of Life.